# Wieża Miejska w Bergamo
Wieża Miejska w Bergamo – historyczna budowla, znajdująca się w Mieście Górnym (wł. Città Alta), w Bergamo, przy Piazza Vecchia. Znajduje się w pobliżu Palazzo della Ragione i Palazzo del Podestà. Bywa nazywana Campanone ze względu na umieszczony na niej wielki dzwon. Początkowo wieża mierzyła 38 m wysokości, ale począwszy od średniowiecza była częściowo przebudowywana, aż osiągnęła 54 m. Jest najwyższą wieżą w mieście. Z jej szczytu można podziwiać panoramę Bergamo i okolic. Typowo średniowieczne cechy budowli czynią z niej jeden z najważniejszych zabytków miasta.

## Historia
Wieża została zbudowana w XI-XII w. i początkowo była wykorzystywana jako budynek mieszkalny przez Suardich, jeden z najpotężniejszych rodów tamtej epoki, należący do stronnictwa Gibelinów. Był to czas walki między Gibelinami a Gwelfami, dlatego każdy potężny ród starał się o wzniesienie wieży, której wysokość wskazywała na bogactwo i prestiż rodziny. Dlatego właśnie Bergamo było nazywane Miastem stu wież. Wraz z przekształceniem się miasta w komunę wieża stała się siedzibą podesty, a pod koniec średniowiecza, wraz z nadejściem rządów Republiki Weneckiej, używana była jako siedziba więzienia (patrie galere).
W międzyczasie, w pobliżu rozwinęło się centrum polityczno-administracyjne miasta - Piazza Vecchia, a także centrum religijne - Piazza del Duomo. Wieża Miejska stała się wtedy punktem odniesienia dla wszystkich mieszkańców. Kilka wieków później budowla ta została nabyta przez władze miasta, które umieściły tam dzwony. Oprócz odmierzania czasu miały one za zadanie zwoływać mieszkańców na zebrania, szczególnie w przypadku niebezpieczeństw. W 1407 na wieży zamontowano zegar. Dolne arkady, z których jedna zasłonięta jest zegarem, zostały zbudowane po pożarze drewnianego dachu, który wybuchł 7 września 1486 na skutek fajerwerków z okazji święta Narodzenia Matki Bożej. Górny rząd arkad pochodzi z 1550. Zbudowano je po zniszczeniach spowodowanych przez piorun z 20 czerwca 1681. Ostateczny kształt i wysokość nadano budowli w 1860 przy okazji przebudowy dachu.
Największy dzwon, ważący 7 ton, poświęcony w 1656 i nazwany przez mieszkańców Campanone, codziennie o 22.00 uderzał 180 razy, aby przypomnieć o obowiązku gaszenia świateł i o zamykaniu czterech bram miasta. Zwyczaj ten zachowano do dziś. Dzwon uderza też 60 razy w południe oraz o 9.00 rano, kiedy ogłasza początek zebrania Rady Miejskiej. Dzwon odzywa się też w uroczystość Bożego Ciała. W 1943 okupujący Bergamo Niemcy chcieli przetopić dzwon, a stop wykorzystać do celów militarnych. Zamiar ten nie został doprowadzony do skutku.
Tak jak inne zabytki znajdujące się w historycznym centrum miasta, począwszy od drugiej połowy XX w. Wieża Miejska zaczęła być wykorzystywana jako obiekt o charakterze turystycznym. Została zmodernizowana, umieszczono w niej windę, za pomocą której można wjechać na szczyt.

## Zwiedzanie
Wieża jest odpłatnie udostępniona zwiedzającym w następujących godzinach:
W lecie (marzec - październik)
| od wtorku do piątku 9.30 - 19.00 | soboty, niedziele i święta 9.30 - 21.00 |

W zimie (listopad - luty)
| od wtorku do piątku tylko po wcześniejszej rezerwacji | soboty, niedziele i święta 9.30 - 16.30 |